# Кулаши, Лорета
Лорета Кулаши (алб. Loreta Kullashi; род. 20 мая 1999, Хельсинки) — шведская футболистка косовского происхождения, нападающая, выступающая за итальянский клуб «Интернационале» и женскую сборную Швеции.

## Клубная карьера
Лорета Кулаши родилась в Хельсинки (Финляндия) в семье косовских албанцев. Её семья переехала в Швецию из Финляндии, когда Лорете было пять лет, и она выросла в Хальмстаде. Она начала заниматься футболом в молодёжной системе местного клуба «Снёсторп Нюхем» и перешла в АИК летом 2011 года. Она дебютировала за этот клуб в 15-летнем возрасте, в четвертьфинальном матче Кубка Швеции против «Умео» 29 марта 2015 года.
Лорета Кулаши провела шесть матчей в 2015 году в Дамаллсвенскане за вылетевший по итогам сезона АИК, но в следующем году она играла более заметную роль в команде. В 2016 году она забила 15 голов в 20 матчах Элитэттан (вторая по значимости женская футбольная лига Швеции) или 20 голов в 23 матчах во всем соревнованиях. В январе 2017 года Кулаши пробовалась в английском клубе «Манчестер Сити», но в конечном итоге вновь подписала контракт с АИК, рассчитанный на сезон 2017 года. В июле того же года она перешла в клуб Дамаллсвенскана «Эскильстуна Юнайтед».
В своём дебютном выступлении за «Эскильстуну Юнайтед» забила два гола в домашнем матче, завершившемся разгромной победой со счётом 4:0 над «Иф Лимхамн Бункефло». Её навыки были высоко оценены одноклубницей Оливией Скуг и её новым тренером за её способности к дриблингу.

## Карьера в сборной
Кулаши был самой молодой футболисткой, вызванной в сборную Швеции на чемпионат мира среди девушек до 20 лет 2016 года в Папуа-Новой Гвинее.
В январе 2018 года 18-летняя Кулаши успешно дебютировала за главную женскую сборную Швеции, забив два гола в победном матче (3:0) над ЮАР.